# Made (programa de televisão)
Made é um programa de televisão americano exibido pela MTV no qual em cada episódio, com a ajuda da equipa da emissora, um jovem tenta transformar-se no que sempre quis: pode ser num surfista, modelo, rapper, skater, cheerleader.
Made... The Movie: Filme Expirado No Programa de Televisão